# Strojan
Strojan je priimek več znanih Slovencev
- Strojanovi, prepoznavna slovenska romska družina